# بناستره
بناستره (به اسپانیایی: Bonastre) یک شهرستان در اسپانیا است که در استان تاراگونا واقع شده‌است.

## خصوصیات
بناستره ۲۴٫۸۶ کیلومترمربع مساحت و ۴۲۴ نفر جمعیت دارد و ۱۸۲ متر بالاتر از سطح دریا واقع شده‌است.